# Осада Валенсии (1363)
Осада Валенсии кастильскими войсками длилась с 21 мая по 2 июля 1363 года в ходе Войны Кастилии и Арагона. Осада закончилась отступлением кастильской армии. В результате этой осады город Валенсия примирился с королем Педро IV Арагонским. Взамен король предоставил Валенсии значительные привилегии, а на флаге города появились королевские символы и девиз «Loyal Lealísima» (Лояльность и сопротивление врагу).

## История
С 21 мая Педро I Жестокий осаждал город с армией в 6000 человек, в основном, всадников. Его противник Педро IV Арагонский располагал лишь войском в 1700 воинов, располагавшимся в окрестностях Буррианы. Ситуация в Валенсии была трудной, население голодало. В это время несколько знатных валенсийцев взяли замок Сагунто и подожгли его. Король Кастилии отправил туда свои войска. В это время Педро IV вступил в Валенсию. Его прибытие вызвало бурную радость у горожан.
Некоторое время арагонский король оставался в городе и совершал регулярные вылазки против кастильцев, но Педро Жестокий уклонялся от прямых столкновений, разоряя окрестности. 2 июля кастильская армия отступила от Валенсии. По подписанному миру Педро оставил за сорбой земли в окрестностях Валенсии, завоеванные им. Сам город удержало за собой Королевство Арагон.